# Estadio Alfonso Lastras
Az Estadio Alfonso Lastras a mexikói San Luis Potosí állam fővárosának, San Luis Potosínak a legnagyobb labdarúgó-stadionja. A városközponttól délkeletre található.

## Története
A stadion építésének ötletét az 1977–1978-as szezonban vetette fel Miguel Valladares, az Atlético Potosino klub tulajdonosa. Addig a város két első osztályú csapata a Plan de San Luis nevű stadionban játszott, amely azonban a pálya rossz minősége és a világítás megbízhatatlansága miatt sok panaszra adott okot. Bár Valladares még egy makettet is bemutatott, a másik városi csapat, a Santos de San Luis vezetősége nem lelkesedett az ötletért, mert úgy gondolták, ha felépül egy új stadion az Atléticónak, ők pedig a régiben maradnak, akkor a szurkolók elhagyhatják őket. A kialakult helyzetben inkább eladták a csapatot egy tampicói vállalkozói csoportnak. Az építkezés ezután megkezdődött: a talajt előkészítették és egy mély lyukat is kiástak a leendő stadion helyén, ám a munkálatok ekkor megakadtak, mivel Valladares belátta, hogy egyedül nem képes befejezni az építkezést. Ezért inkább odaadta a területet az egyetemnek (mivel az Atlético is az egyetemről indult egykor). Az építkezés sokáig nem folytatódott, az emberek által csak „egyetemi gödör”-nek emlegetett helyet autóversenyek rendezésére használták.
Amikor kiderült, hogy 1986-ban ismét Mexikó rendezheti a világbajnokságot, egy Jacobo Payán Latuff nevű ember bejelentette, hogy felépíti a stadiont, amelyet a világbajnokság egyik helyszínévé tesz. Cserébe felajánlott néhány, a tulajdonában álló, a La Florida nevű városrészben levő házat az egyetemnek, hogy megkapja cserébe a gödröt. Maga Carlos Jonguitud Barrios kormányzó is ígéretet tett arra, hogy segíteni fogja a tervek megvalósulását, azonban később semmit nem tett az ügy érdekében, a próbálkozás elhalt. Payán azonban nem adta fel a stadionépítés tervét, és a következő években lassan-lassan, de végül felépült a stadion.
2017-ben, miután a helyi csapat, az Atlético San Luis a spanyol Atlético de Madriddal szorosra fűzte kapcsolatait, felújítási munkák kezdődtek a stadionban. Megújult több lelátó, a gyep, a sajtószobák, az öltözők és a stadion körüli parkoló is.
A stadionban három válogatott-mérkőzést is rendeztek: 2007-ben egy Irán elleni barátságos összecsapást, 2005-ben pedig egy Guatemala, 2017-ben egy Trinidad és Tobago elleni világbajnoki selejtezőt.